# Le infedeli
Le infedeli és una pel·lícula italiana dramàtica del 1953 dirigida per Mario Monicelli i Steno.

## Història
L'industrial Giovanni Azzali, que s'ha enamorat d'una jove model, encara que d'una família modesta, decideix que la seva dona Luisa sigui supervisada per un investigador privat per trobar un pretext per a la separació. L'encarregat de la vigilància és Osvaldo, un jove guapo i sense escrúpols.
Mentre investiga la dona, Osvaldo coneix la Liliana, la seva exnòvia que, mentrestant, s'ha casat amb un adinerat industrial anglès. I uns dies després es converteix en el seu amant. Aprofitant que la Liliana coneix la Luisa Azzali, l'Osvaldo s'encarrega de presentar-se a la dona. Això passa durant una recerca del tresor en cotxe, per la ciutat: un passatemps de la classe alta romana. És precisament en aquesta ocasió quan Osvaldo s'adona que la Luisa està tenint una aventura amb el seu xofer.
Després d'investigar aquesta relació fins que troba proves, Osvaldo va a la Luisa i la fa xantatge, extorsionant-li una gran suma. Paral·lelament, però, decideix extorquir també a la Liliana: primer li demana un préstec de diners (que després torna, gràcies als diners del xantatge, però només per fer-li una bona impressió) i després li roba un collaret preciós de casa seva.
El senyor Rogers, el marit de la Liliana, molt molest pel robatori, interroga la Cesarina, la jove minyona de la Liliana, considerant-la culpable. Ella ho nega; però quan l'home li pregunta qui més ha entrat a casa els darrers dies, ella (en comptes d'esmentar el nom d'Osvaldo) guarda silenci per tapar l'afer de la mestressa. Per tant, la Cesarina és despatxada.
En aquest punt la història passa a la d'una altra de les dones del cercle de la classe alta, la jove i bella Lulla. Estava fora de la ciutat amb el seu amant quan és atropellat per un camió i mor.
Obligada a trobar feina a una altra casa, la Cesarina es veu involucrada a contracor en un altre robatori. Ella estava a càrrec del guarda-roba durant una festa i els dòlars van desaparèixer d'una bossa que li van donar per guardar-la. La noia, acusada per la seva nova patrona, és traslladada a comissaria i pressionada per la policia. Sabent del treball anterior, l'inspector truca a la casa dels Roberts: el marit de la Liliana diu a la policia que la Cesarina l'havien despatxat precisament perquè era sospitosa d'un robatori. Desesperada, Cesarina se suïcida.
Liliana, profundament entristida per la mort de la seva criada de confiança, vaga per Roma. Coneix Lulla, també consternada de pena. I pel remordiment: sí, perquè va ser ella qui li va robar els dòlars de la bossa! I els va robar, així ho confessa a la seva amiga, perquè també va ser extorquida per Osvaldo per la seva relació extramatrimonial. Liliana, per venjar el bon nom de Cesarina i fer pagar a Osvaldo, va a denunciar l'home.
En una mena de psicodrama final, el comissari -per donar llum al cas- reuneix tots els protagonistes de la història: marits i dones, cornuts i amants, extorquits i extorsionadors. Però, previsiblement, ningú deixa caure el vel de la respectabilitat i es confessa. Lulla nega haver parlat amb la Liliana; Commendatore Azzali nega la investigació sobre la seva dona, així com la seva relació amb la model; i Osvaldo òbviament ho nega tot. El comissari la creu, en el seu cor, però no té cap prova per procedir.
Liliana almenys intenta que Osvaldo sigui acusat pel robatori del collaret; a costa de fer saber al seu marit la seva relació amb l'home. I és ella mateixa qui ho confessa tot al seu marit. Però el marit, sorprenentment, nega que un collaret hagi desaparegut de casa seva. Per no començar un escàndol i salvar aparences, ho tapa tot. I així Osvaldo se'n surt amb la seva.
Però a la sortida, la Liliana, exasperada, l'espera i li dispara tres cops. Aleshores, la dona es lliura al comissari.

## Repartiment
- Gina Lollobrigida: Lulla Possenti
- May Britt: Liliana
- Pierre Cressoy: Osvaldo
- Marina Vlady: Marisa
- Anna Maria Ferrero: Cesarina
- Tina Lattanzi: Carla Bellari
- Carlo Romano: Giovanni Azzali
- Irene Papas: Luisa Azzali
- Charles Fawcett: Harry Rodgers
- Paolo Ferrara: comissari
- Giulio Calì: Cantagalli
- Margherita Bagni: mare de Marisa
- Tania Weber: amiga de Lulla
- Juan Carlos Lamas: Carlo

## Distribució
La pel·lícula es va estrenar al circuit de cinema italià el 4 de febrer de 1953